# Сант'Анастазио (Перуђа)
Сант'Анастазио је насеље у Италији у округу Перуђа, региону Умбрија.
Према процени из 2011. у насељу је живело 156 становника. Насеље се налази на надморској висини од 298 м.